# Gahano (cràter)
Gahano és un cràter d'impacte en el planeta Venus de 4,5 km de diàmetre. Porta el nom d'un antropònim seneca, i el seu nom va ser aprovat per la Unió Astronòmica Internacional el 1997.